# Ditak
Ditak – wieś w Armenii, w prowincji Ararat. W 2011 roku liczyła 734 mieszkańców.